# Xermade
Xermade és un municipi de la província de Lugo a Galícia. Pertany a la comarca de la Terra Chá. Al nord limita amb l'ajuntament de Muras, a l'oest limita amb els de Monfero i As Pontes de García Rodríguez (en la província de la Corunya), a l'est limita amb l'ajuntament de Vilalba, i cap al sud, amb l'ajuntament de Guitiriz.

## Parròquies
| - Burgás (Santa Baia) - Cabreiros (Santa Mariña) - Candamil (San Miguel) - Cazás (San Xulián) - Lousada (Santo André) - Miraz (San Pedro) - Momán (San Mamede) - Piñeiro (San Martiño) - Roupar (San Pedro Fiz) - Xermade (Santa María) |